# روبرت بي. سيمبسون
روبرت بي. سيمبسون هو سياسي كندي، ولد في 12 أكتوبر 1943 في كندا. حزبياً، نشط في الجمعية الليبرالية لنيو برونزويك ‏. وقد انتخب عضو الجمعية التشريعية لنيو برونزويك ‏.